# Білоглазовська сільська рада
Білогла́зовська сільська рада (рос. Белоглазовский сельский совет) — сільське поселення у складі Шипуновського району Алтайського краю Росії.
Адміністративний центр — село Білоглазово.

## Населення
Населення — 1030 осіб (2019; 1174 в 2010, 1461 у 2002).

## Склад
До складу сільської ради входять:
| Населений пункт     | Населення, осіб (2002) | Населення, осіб (2010) |
| ------------------- | ---------------------- | ---------------------- |
| Білоглазово, село   | 678                    | 539                    |
| Метелі, селище      | 372                    | 303                    |
| Ясна Поляна, селище | 411                    | 332                    |